# Roberto De Zerbi
Roberto De Zerbi (n. 6 iunie 1979, Brescia, Italia) este un fotbalist italian retras din activitate, care a jucat pe post de mijlocaș la echipe ca Napoli, Avellino și Milan. Pe plan internațional, are prezențe la națională pentru Italia U20⁠(d). După încheierea carierei, a devenit antrenor, și antrenează în prezent pe Olympique de Marseille.

## Cariera de jucător
A fost legitimat la CFR Cluj cu care a semnat în vara anului 2010 un contract pentru două sezoane. În prealabil, în sezonul 2009-2010, el fusese împrumutat la CFR Cluj de la echipa italiană SSC Napoli. A debutat pentru CFR 1907 Cluj în Liga I pe 24 aprilie 2010 într-un meci câștigat împotriva echipei Unirea Alba Iulia.

## Cariera de antrenor
In septembrie 2022 a devenit antrenorul lui Brighton and Hove Albion. 

## Titluri
| Sezon     | Club          | Titlu   |
| --------- | ------------- | ------- |
| 2002-2003 | U.S. Foggia   | Liga IV |
| 2009-2010 | CFR 1907 Cluj | Liga I  |